# 359
| 359                |
| ------------------ |
| Dødsfald - Fødsler |
|                    |

| Gregoriansk kalender | 359 CCCLIX              |
| Ab urbe condita      | 1112                    |
| Armensk kalender     | I/T                     |
| Kinesiske kalender   | 3055 – 3056 戊午 – 己未 |
| Etiopisk kalender    | 351 – 352               |
| Jødisk kalender      | 4119 – 4120             |
| Hindukalendere       |                         |
| - Vikram Samvat      | 414 – 415               |
| - Shaka Samvat       | 281 – 282               |
| - Kali Yuga          | 3460 – 3461             |
| Iransk kalender      | 263 BP – 262 BP         |
| Islamisk kalender    | 271 BH – 270 BH         |

Se også 359 (tal)

## Født
- Gratian romersk kejser